# Општина Ербичени (Јаши)
Ербичени (рум. Erbiceni) општина је у Румунији у округу Јаши.
Oпштина се налази на надморској висини од 72 m.